# Мазаев, Михаил Николаевич
Михаи́л Никола́евич Маза́ев (1869—?) — русский библиограф

, поэт и журналист.

## Биография
Родился в 1869 году. Учился на историко-филологическом факультете Санкт-Петербургского университета.
Начал писать в «Русском листке» и «Будильнике» (1890—1891), поместил множество статей о русских писателях в «Библиографе», «Историческом вестнике», «Словаре» С. А. Венгерова, «Энциклопедическом словаре Брокгауза и Ефрона», «Неделе», «Новом времени» и других. С 1892 года был членом редакции «Недели», после прекращения её перешёл в «Новое время».
Напечатал «Опыт словаря псевдонимов русских писателей» (СПб.: типо-лит. И. А. Ефрона, 1891. — [6], 158 с.; совместно с В. С. Карцовым) и «Указатель к „Древней и Новой России“» (СПб., 1914); а также сборник своих стихов: «Из старых тетрадей» (СПб.: тип. т-ва А. С. Суворина «Новое время», 1913. — 44 с.). Редактировал и снабдил примечаниями «Сочинения князя А. И. Одоевского» (СПб.: Евг. Евдокимов, 1893. — 84 с., 1 л. портр.) и Сочинения К. Ф. Рылеева (СПб., 1893. — ХХ, 183 с.; СПб.: Я. Соколов, 1895. - XX, 183 с.).